# Тхімма Бгупала
Тхімма Бгупала (*д/н —1491) — магараджахіраджа (цар царів) Віджаянагарської імперії у 1491 році.

## Життєпис
Старший син Нарасімхараї I. 1486 року отримав посаду ювараджи (спадкоємця трону). 1491 року отримав трон. Втім незабаром був убитий одним з військовиків — Нарасанаяком — під час заворушень у Віджаянагарі. Його спадкоємцем став молодший брат Нарасімхарая II.